# Pabay

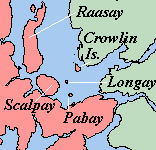
Pabay amb relació a Skye

Pabay (Pabaigh en gaèlic) és una petita illa deshabitada de les Hèbrides Interiors situada a la costa nord-oest d'Escòcia. Aquesta illa es troba enfront de la costa de Skye, al sud-est de l'illa de Scalpay.
Malgrat ser habitada durant el segle xix, avui l'illa només posseeix una única casa i és només accessible amb vaixell o helicòpter. Emet els seus propis segells de correus.